# أبو الحجاج يوسف الرابع
أبو الحجاج يوسف الرابع (1370 - 1432) يلقب بـابن المول. من بني نصر أو بني الأحمر المنحدرة من قبيلة الخزرج القحطانية، وهو حفيد محمد الغالب بالله من إبنته التي تزوجت المول بن محمد، وقد حكم مملكة غرناطة في الأندلس بين عامي (1431 - 1432).